# Murphy J. Foster
Murphy James Foster, Sr. (* 12. Januar 1849 bei Franklin, St. Mary Parish, Louisiana; † 21. Juni 1921 ebenda) war ein US-amerikanischer Politiker und von 1892 bis 1900 Gouverneur des Bundesstaates Louisiana. Zwischen 1901 und 1913 vertrat er seinen Staat im US-Senat.

## Frühe Jahre
Murphy Foster wurde auf der Plantage seiner Eltern in Louisiana geboren. Er besuchte die Grundschule in Whites Creek bei Nashville in Tennessee. Danach studierte er an der Washington and Lee University in Virginia und an der Cumberland University in Tennessee. Mit einem Jurastudium an der heutigen Tulane University in Louisiana beendete er im Jahr 1871 seine Ausbildung. Anschließend arbeitete er als Rechtsanwalt in Franklin.

## Politischer Aufstieg
Foster wurde Mitglied der Demokratischen Partei. Während der umstrittenen Gouverneurswahlen des Jahres 1872 unterstützte er John McEnery. Als dieser nach einer Entscheidung von Präsident Ulysses S. Grant sein Amt an William P. Kellogg verlor, schloss sich Foster einer Koalition gegen Kellogg an. Zwischen 1879 und 1892 war Foster Mitglied des Senats von Louisiana. Zwischen 1888 und 1890 war er Präsident dieses Gremiums. Damals trat er gegen eine Verlängerung der Konzession der korrupten Lottogesellschaft ein. Am 19. April 1892 wurde er mit Unterstützung der Farmerverbände und der Gegner der Lottogesellschaft zum neuen Gouverneur seines Staates gewählt.

## Gouverneur von Louisiana
Murphy Foster trat sein neues Amt am 10. Mai 1892 an. Nach einer Wiederwahl im Jahr 1896 konnte er bis zum 21. Mai 1900 in diesem Amt bleiben. Allerdings war die Wahl von 1896 umstritten, da es möglicherweise Wahlbetrug von Seiten Fosters gegeben hat. In seiner Amtszeit als Gouverneur schickte er im Jahr 1892 zur Unterdrückung eines Streiks die Miliz nach New Orleans. Im Jahr 1893 unterstützte er die unter einer Dürre leidenden Einwohner von Nebraska mit Lebensmittel. Im gleichen Jahr gab es in Louisiana eine Hochwasserkatastrophe. Teile der Bevölkerung mussten evakuiert und in Zeltlagern untergebracht werden. Die Lottogesellschaft wurde nun offiziell aufgelöst und neue Wahlgesetze erlassen. Der Gouverneur war auch ein Anhänger der Rassentrennung. Eine Änderung der Staatsverfassung im Jahr 1898 benachteiligte die Afro-Amerikaner erheblich. In den Eisenbahnen wurden nach Rassen getrennte Abteile eingeführt. Nach den neuen Wahlgesetzen durfte Foster nicht für eine dritte Amtszeit kandidieren. Daher schied er im Mai 1900 aus seinem Amt aus.

## US-Senator
Nach dem Ende seiner Gouverneurszeit wurde Foster in den US-Senat gewählt. Dort trat er als Class-2-Senator die Nachfolge von Donelson Caffery an. Nachdem er 1907 in diesem Amt bestätigt wurde, behielt er sein Mandat im Kongress bis zum 3. März 1913. Er war Vorsitzender des Ausschusses, der sich mit dem Transport und dem Verkauf von Fleischprodukten befasste. Bei den Kongresswahlen des Jahres 1912 unterlag Foster gegen Joseph E. Ransdell, der dann im März 1913 seine Nachfolge im Senat antrat.

## Weiterer Lebenslauf
Im Jahr 1914 wurde Foster von US-Präsident Woodrow Wilson zum Leiter der Zollbehörde (Collector of the port) im Hafen von New Orleans ernannt. Dieses Amt übte er bis 1921 aus. Er starb im Juni dieses Jahres auf seiner Plantage in der Nähe von Franklin. Murphy Foster war zweimal verheiratet und hatte insgesamt zehn Kinder. Sein Enkel Mike Foster  sollte zwischen 1996 und 2004 ebenfalls Gouverneur von Louisiana werden.